# Wielki Santini (film)
Wielki Santini – amerykański film obyczajowy z 1979 roku na podstawie powieści Pata Conroya pod tym samym tytułem.

## Fabuła
Bull Meechum zwany „Wielkim Santinim” po opuszczeniu bazy wojskowej w Hiszpanii, wraca do domu. Tam wprowadza koszarowe nawyki i wojskową dyscyplinę. Doprowadza do rozkładu małżeństwa i konfliktu z dziećmi: córką Mary Anne i synem Benem. Najostrzej jest w relacjach ojca z synem. Chłopak nie zamierzać poddawać się woli ojca i podejmuje samodzielne decyzje. Kiedy zaprzyjaźnia się z czarnoskórym Toomerem, Bull wpada w gniew.

## Główne role
- Robert Duvall jako podpułkownik „Bull” Meechum
- Blythe Danner jako Lillian Meechum
- Michael O’Keefe jako Ben Meechum
- Lisa Jane Persky jako Mary Anne Meechum
- Julie Anne Haddock jako Karen Meechum
- Brian Andrews jako Matthew Meechum
- Stan Shaw jako Toomer Smalls
- Theresa Merritt jako Arrabella Smalls
- David Keith jako Red Petus

i inni

## Nagrody i nominacje
Oscary za rok 1980
- Najlepszy aktor – Robert Duvall (nominacja)
- Najlepszy aktor drugoplanowy – Michael O’Keefe (nominacja)

Złote Globy 1980
- Odkrycie roku – aktor – Michael O’Keefe (nominacja)